# Dysdera nicaeensis
Dysdera nicaeensis là một loài nhện trong họ Dysderidae.
Loài này thuộc chi Dysdera. Dysdera nicaeensis được Tord Tamerlan Teodor Thorell miêu tả năm 1873.